# Sly Cooper (serie)
Sly Cooper er en action-stealth platform serie skabt af Sucker Punch Productions og ejet af Sony Interactive Entertainment. Spillene handler om om den antropomorfe vaskebjørn Sly Cooper, en mestertyv sammen med sine forbrydermakkere skildpadden Bentley, og flodhesten Murray som alle tre bliver jagtet af Politiassistent Carmelita Fox. Sanzaru Games udviklede det fjerde spil, mens Sucker Punch fortsatte med at arbejde på Infamous-spilserien. De første tre spil fik high-definition kvalitet af Sanzaru Games til PlayStation 3, og fik titlen The Sly Collection.

## Handling
Spillene foregår i en verden magen til den virkelige verden, som er beboet af antropomorfe dyr med film noir og tegneseriemotiver. Hovedpersonen Sly Cooper er et medlem af Cooper-klanen og den seneste efterkommer af en række mestertyve. Klanen er berygtet for kun at stjæle fra andre tyve, og har givet deres ekspertteknikker videre fra generation til generation i en bog som kaldes "Thievius Raccoonus". Sly Cooper, sammen med sine to bedste barndomsvenner, Bentley og Murray udgør de trioen Cooper-banden – deres operationsområde er i Paris, Frankrig.

## Spil

### Hovedserien

#### Sly Cooper and the Thievius Raccoonus
Sly Cooper and the Thievius Raccoonus, og så kendt som Sly Raccoon i Europa blev udgivet i 2002 til PlayStation 2. Sly og banden leder efter som siderne fra sin families mestertyvebog, Thievius Racoonus, som indeholder alle Cooper-klanens unikke tyvefærdigheder og teknikker. De opsporer siderne til en rivaliserende bande, De Farlige Fem under ledelse af Clockwerk som stjal siderne. Sly og banden skal skaffe siderne tilbage, og undgå Politiassistent Carmelita Fox

#### Sly 2: Band of Thieves
Sly 2: Band of Thieves blev udgivet i 2004 til PlayStation 2. Efter begivenhederne i det første spil, er Clockwerks mekaniske kropsdele blevet stjålet af Klaww-banden. Delene vil kunne genoplive Clockwerk hvis de bliver samlet, og Cooper-banden må stjæle dem og ødelægge dem for at sikre Cooper-klanens overlevelse. 

#### Sly 3: Honor Among Thieves
Sly 3: Honor Among Thieves blev udgivet i 2005 til PlayStation 2. Sly opdager Coopers boks på en afsides ø, som indeholder tyvekoster og skatte, som Cooper-klanens har samlet igennem årene. For at komme ind i boksen, må Sly besejre hovedskurken Dr. M, som har overtaget øen og som har forsøgt at komme ind i boksen, men forgæves. Sly må samle sine gamle holdmakkere og rekrutterer eksperter, besejre nye skurke for at komme ind i boksen og sikre sin families historie, mens Carmelita stadig jager ham.

#### The Sly Collection
The Sly Collection, også kendt som The Sly Trilogy i PAL-regioner, er en remasteret version af de første tre spil udviklet af Sucker Punch Productions udgivet til PlayStation 3. Spillene blev remasteret af Sanzaru Games og blev udgivet den 9. november, 2010 i USA.

#### Sly Cooper: Thieves in Time
Sly Cooper: Thieves in Time blev udgivet i 2013 til PlayStation 3. Siderne i Cooper-klanens gamle bog Thievius Raccoonus, så Cooper-banden genforenes for at stoppe udslettelsen af Cooper-klanens historie. Med Bentleys nyopfundne tidsmaskine rejser banden og Carmelita tilbage i tiden for at stoppe hovedkurken Cyrillic Le Paradox og hans håndlangere.

#### Bentley's Hackpack
Bentley's Hackpack er en samling af hacker-minispil som findes i campaign mode i Sly Cooper Thieves in Time med ekstra baner, udfordringer og præmier. Spillet udkom den 5. februar, 2013 i USA.

## Karakterer

### Hovedpersoner
- Sly Cooper, alias "Tyven", er en antihelt, ung gentlemantyv, Cooper-bandens leder, og han er en vaskebjørn. Han nedstammer fra en lang række mestertyve, som specialiserer i at stjæle fra andre forbrydere i stedet for at stjæle uskyldige, hvilket gør dem til selvtægtsmænd. Som 8-årig, var han vidne til mordet af sine forældre ved hænderne af en gruppe kaldt "De Farlige Fem" da de og stjal hans families Thievius Raccoonus. Sly har mestret mange af sine forfædres tyvefærdigheder og teknikker, særligt færdigheden til at gå på line langs reb og kabler. Sly er også meget dygtig til parkour og kan udføre mange forskellige akrobatiske bevægelser.
- Bentley, alias "Hjernen" er Cooper-bandens hjerne. Han er en skildpadde som specialiserer sig med computere, gadgets og sprængstoffer, og hjælper med rekognoscering, mens Sly er ude i felten. I Sly 2, vælger Bentley at hjælpe ude i felten, men hans ben bliver senere kvæstet og han må nu bruge en højteknologisk kørestol, som er udstyret med al hans udrustning. Bentley er meget begavet indenfor mange videnskabelige områder, såsom hacking, (som han især er dygtig til), til at dechifrere spor, udstyr, informationsteknologi, teknologi, opfindelser, kemi, biologi, taktiker, strateg.
- Murray, alias "Musklerne" eller "The Murray" er Cooper-bandens muskelmand og flugtchauffør. Han er en lyserød flodhest, som ofte tager på feltmissioner som kræver råstyrke. Efter Bentley blev kvæstet i Sly 2, bebrejder Murray sig selv og forlader banden og drager til Outback i Australien, hvor han søger et mere fredeligt sind. Men han vender senere tilbage i Sly 3, da Bentley bliver angrebet af den italienske gangster Don Octavio, en af Cooper-bandens fjender. Murray er bandens stærkeste medlem og er stærk nok til at bære rundt på store modstandere og genstande og kaste dem langt. Han har udviklet sit eget angreb som han kalder "Tordenflop", også kaldet "Tordenfloppet" eller "Tordenplasker"
- Politiassistent Carmelita Montoya Fox er en Interpol agent. Hun er en rød ræv fastbesluttet på at fange Cooper-banden, men Sly er forelsket i hende, og hun gengælder også samme følelser for ham, hvilket Sly bruger til at flygte i tide. Carmelita bruger en såkaldt shock-pistol som kan give modstandere stød. Hun er en meget træfsikker skytte og meget dygtig til nærkamp, så dygtig at hun sagtens kan besejre Sly og hun kan springe meget højt for at indhente sine modstandere.

### Tilbagevendende
- Clockwerk er hovedskurken i det første Sly-spil, lederen af De Farlige Fem, og en vigtig del af Sly 2. Han er en stor hornugle, som er mange århundreder gammel, og stimuleret af had og jalousi mod Cooper-klanens rygte som mestertyve. Siden han var fastbesluttet på at udrydde Cooper-klanen, udskiftede han sin organiske krop med en mekanisk krop, så han kunne leve meget langt udover end et levende væsens normale levetid. Han blev først besejret i Krakarov vulkanen i Rusland af Sly i slutningen af det første spil, men hans krop overlevede lavaen og blev anbragt i et museum i Cairo, hvor hans kropsdele blev stjålet af Klaww-banden. Selvom Clockwerk ikke optræder i spillet som sig selv, er hans dele grunden til at Cooper-bandens handlinger for at besejre Klaww-banden. Men delene ender til sidst i hænderne på Arpeggio som får samlet Clockwerk, inden hans beskytter Neyla forråder ham og sætter sig selv på Clockwerk-rammen og bliver til "Clock-La". Men Clock-La lever i kort tid, og bliver besejret af Cooper-banden og Carmelita. Clockwerks kampevner var benyttelsen af (ballistiske) projektiler, elektriske ringe, og senere elektrisk ladte angreb fra sine øjne
- Dimitri Lousteau er en fransk leguan som taler i slang. Han begyndte som en ung kunstner hvis kunststil modtog stærk kritik af kunstverdenen, hvilket foranledigede ham til at begå forfalskning og falskneri, inden han åbnede en natklub på vestsiden af Paris. Han er i Sly 2, en skurk, og et medlem af Klaww-banden, og den første skurk i spillet som blev besejret af Cooper-banden. Han vender senere tilbage i Sly 3, hvor han begynder sin rolle som en mindre hovedperson og melder sig frivilligt som Cooper-bandens frømand til Cooper-boks kuppet.

## Grafik
Sly 2 og 3, var tegnet i cel-shading lidt ligesom tegneserier. Tegnerne var Dev Madan, Augie Pagan og Travis Kotzebue 

## Modtagelse

### Kritik
Serien har modtaget positive anmeldelser, særligt tegnestilen som betragtes som smuk og imponerende. Spillenes humor og tegnestil er også blevet beskrevet som weekendmorgen-tegnefilm.
Serien "The best PS2 games to play in 2024", vg247.com, VG247, hentet 22. januar 2025</ref>